# Šuttarna III.
Šuttarna III. je bil mitanski kralj, ki je vladal malo časa v 14. stoletju pr. n. št. Bil je sin Artatame II., uzurpatorja prestola kralja Tušratte Mitanskega. Šuttarna je v vojni s Hetiti iskal pomoč Asircev, vendar je bil na pohodu hetitske vojske proti mitanski prestolnici poražen. Hetitski kralj Šupiluliuma I.  je za  mitanskega kralja imenoval Šattivazo. 

## Vir
- История Древнего Востока. Зарождение древнейших классовых обществ и первые очаги рабовладельческой цивилизации. Часть 1. Месопотамия / Под редакцией И. М. Дьяконова. — М.: Главная редакция восточной литературы издательства «Наука», 1983.

| Šuttarna III. Rojen: ni znano Umrl: ni znano |                                                           |                       |
| Vladarski nazivi                             |                                                           |                       |
| Predhodnik: Artatama II.                     | Kralj Mitanskega kraljestva pozno 14. stoletje pr. n. št. | Naslednik: Šatttivaza |